# M249 (кулемет)
Ручний кулемет M249 (англ. M249 light machine gun) — американський кулемет, модифікація бельгійського кулемета FN Minimi.

## Історія
Виробляється у Сполучених Штатах місцевим дочірнім ТОВ у Південній Кароліні і широко застосовується в американських Збройних Силах. Зброю було впроваджено 1984 року після вивчення різних зразків зброї для надолужання браку автоматичних вогневих засобів у невеличких підрозділах. Кулемет забезпечує піхотні загони великою щільністю кулеметного вогню, яка поєднується з точністю та портативністю, близькими до таких в автомата.

## Конструкція
Принцип дії M249 заснований на відведенні порохових газів. Кулемет має повітряне охолодження. Споряджений змінним стволом, що дозволяє кулеметнику швидко замінити його у разі перегрівання або зминання. Складана двонога прикріплюється на передній частині кулемета, хоча й передбачається також використовування станка-триноги M192 LGM. Боєживлення — як зі стрічки, так і з магазинів STANAG, які також використовуються у M16 та M4. Це дозволяє кулеметнику використовувати автоматні магазини на випадок, якщо закінчаться стрічки. Проте, це часто спричиняє збої, коли магазинна пружина має труднощі з подаванням набоїв досить швидко, щоб забезпечити високий темп стрільби.

## Бойове використання
Кулемет використовувався у всіх збройних конфліктах, у які опинилися втягнутими Сполучені Штати зі вторгнення до Панами 1989 року. Солдати здебільшого залишилися задоволені тим, як зброя себе показала у бою, хоча були відгуки про засмічення її піском та брудом. Через вагу та застарілість зброї, морська піхота США використовує за польових умов автомат M27 і планується частково замінити M249 у Морській піхоті.

## Країни-експлуатанти
- Бельгія
- Канада: місцева назва C9.
- Хорватія
- Франція
- Греція
- Італія
- Латвія
- Нідерланди
- Норвегія
- Польща
- Португалія
- Словенія
- Велика Британія
- Україна
- США
- Чехія
- Аргентина
- Австралія
- Бразилія
- Чилі
- Індонезія
- Ірландія
- Ізраїль
- Японія
- Кувейт
- Ліван
- Малайзія
- Мексика
- Марокко
- Непал
- Нова Зеландія
- Перу
- Філіппіни
- Саудівська Аравія
- Шрі-Ланка
- Швеція
- Швейцарія
- Республіка Китай
- Таїланд
- Венесуела
- ОАЕ